# هربرت سولومون
هربرت سولومون (بالإنجليزية: Herbert Solomon)‏ هو إحصائي أمريكي، ولد في 13 مارس 1919 في نيويورك في الولايات المتحدة، وتوفي في 20 سبتمبر 2004 في ستانفورد في الولايات المتحدة.